# 327632 Ferrarini
327632 Ferrarini è un asteroide della fascia principale. Scoperto nel 2006, presenta un'orbita caratterizzata da un semiasse maggiore pari a 2,2462353 au e da un'eccentricità di 0,1919329, inclinata di 6,23643° rispetto all'eclittica.